# São Bento Abade
Pour les articles homonymes, voir São Bento.
São Bento Abade est une municipalité brésilienne de l'État du Minas Gerais et la microrégion de Varginha.